# Zdzisław Skoczek
Zdzisław Skoczek (ur. 23 listopada 1942 we wsi Gołębie-Leśniewo, zm. w maju 2003) – polski rzeźbiarz i malarz.
Studiował na Wydziale Rzeźby warszawskiej Akademii Sztuk Pięknych, gdzie uzyskał dyplom w 1971. Z przekonań neopoganin, dlatego postać Świętowita uczynił tematem swojej pracy dyplomowej. Uczestniczył w działaniach Lechickiego Kręgu Czcicieli Świętowita (Kołodziej Władysław). W latach 1975–1988 pracował jako główny projektant w Wojewódzkim Biurze Planowania Przestrzennego w Ostrołęce. Poza rzeźbą i malarstwem zajmował się także grafiką, medalierstwem, scenografią i architekturą. Był również pedagogiem. Jego prace znajdują się w zbiorach bułgarskiej Galerii Silistra, Muzeum Okręgowego w Ostrołęce oraz w kolekcjach prywatnych krajowych i zagranicznych.